# Fletcher Dragge
Fletcher Dragge (nascido em 22 de abril de 1966) é um músico e produtor musical americano, conhecido por ser o guitarrista da banda de punk rock Pennywise.

## Biografia
Fletcher estudou em Mira Costa High School, onde conheceu o vocalista dos Pennywise, Jim Lindberg, em 1981. Antes de fundar os Pennywise, Fletcher esteve na banda de punk rock local CON/800.
Devido ao seu grande porte (quase 2 metros de altura e pelo menos 157 Quilos) Fletcher tem uma guitarra RG420 que é 1 e ¼ do seu tamanho , personalizada e construída para ele pela Ibanez.
Fletcher foi um dos convidados mais memoráveis na Loveline. Sua primeira vez no show, em 1995, ficou incrivelmente bêbado e vomitou todo o estúdio. Em 7 de junho de 1999, o Pennywise foi convidado a voltar, Fletcher bebeu durante todo o show, e no meio do show afirmou que tinha uma bomba, barricou a porta e ameaçou explodir o estúdio.
Como produtor, trabalhou nos discos de bandas como 98 Mute, 1208, Grave e Charuto.